# Vriesea dictyographa
Vriesea dictyographa är en gräsväxtart som beskrevs av Elton Martinez Carvalho Leme. Vriesea dictyographa ingår i släktet Vriesea och familjen Bromeliaceae. Inga underarter finns listade i Catalogue of Life.